# Vossloh Rolling Stock

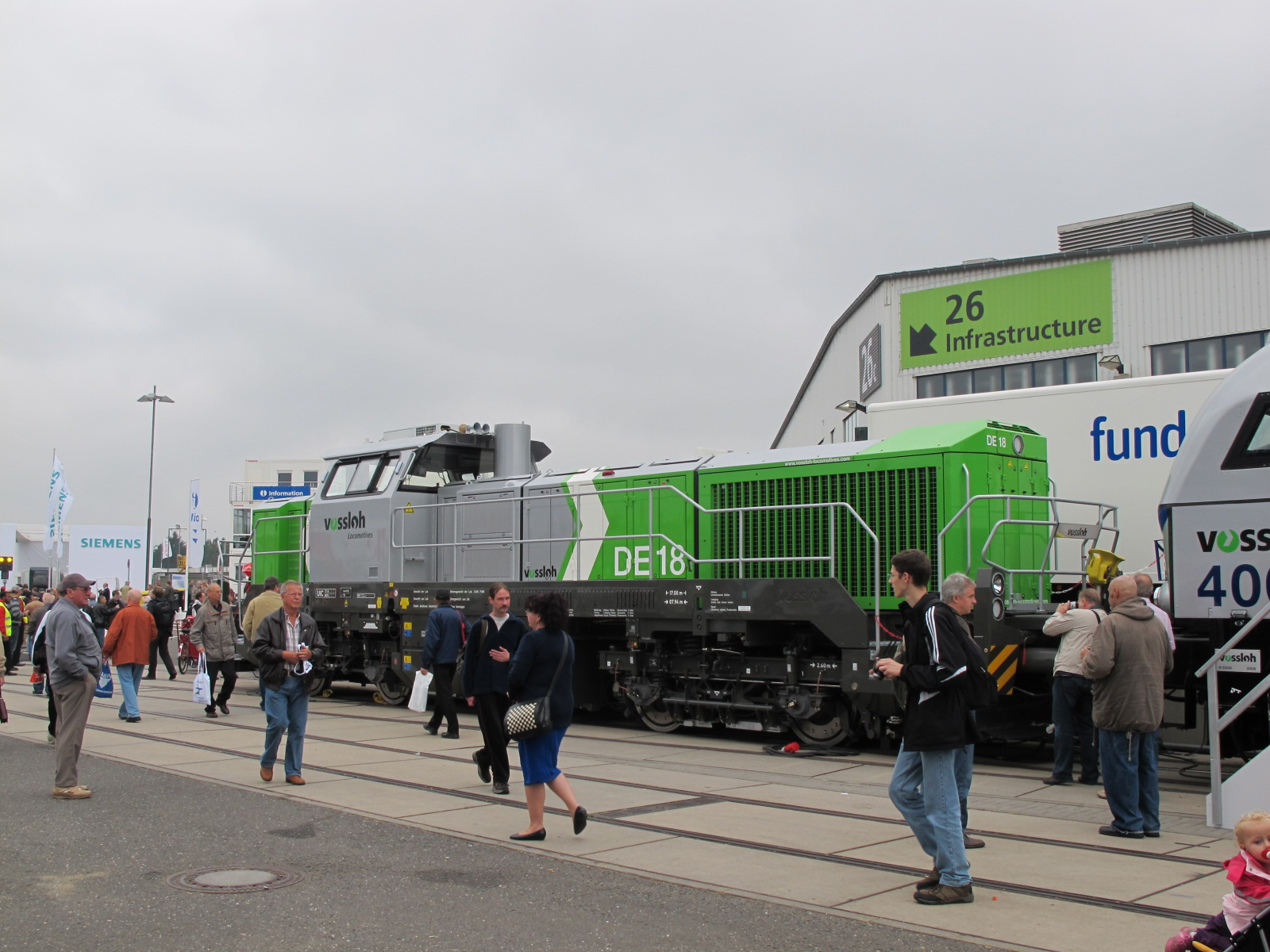
Vossloh DE 18

Die Vossloh Rolling Stock ist ein Hersteller von Rangier- und Streckenlokomotiven. Zur Tätigkeit des Unternehmens gehört die Entwicklung, Produktion und der Vertrieb von neuen Lokomotiven, sowie deren Vermietung, Instandhaltung und Versorgung mit Ersatzteilen sowie deren Aufarbeitung und das Gebrauchtlokgeschäft. Das Unternehmen ist Teil der chinesischen CRRC-Gruppe.

## Geschichte
Das Unternehmen geht zurück auf die Lokomotivenfertigung der Maschinenbau Kiel (MaK). Die ersten Dieseltriebwagen wurden von der MaK bereits 1918 in Kiel gebaut. Das heutige Unternehmen wurde 1991 als Krupp Verkehrstechnik GmbH gegründet und war wie die MaK zur damaligen Zeit Teil des Krupp-Konzerns. 1994 wurde das Unternehmen von Krupp an Siemens verkauft, es erfolgte die Umbenennung in Siemens Schienenfahrzeugtechnik GmbH. 1998 wurde das Unternehmen abermals verkauft, neuer Eigentümer wurde Vossloh. In der Folge wurde das Unternehmen in die Vossloh Schienentechnik GmbH umfirmiert. Ab 2003 hieß das Unternehmen dann Vossloh Locomotives GmbH.
2020 trennte sich Vossloh von dem Unternehmen und verkaufte es an die chinesische CRRC-Gruppe. Seit 2022 firmiert das Unternehmen als Vossloh Rolling Stock GmbH.
2021 wurden in Kiel zehn Lokomotiven gebaut.

### Lokomotiven
In der 2018 in Betrieb genommenen Fertigungsstätte in Kiel-Suchsdorf werden die dieselelektrischen Modelle DE 18 und die Mehrsystem-Zweikraftlokomotive Vossloh Modula hergestellt.